# Майорщина (Могилів-Подільський район)
Майо́рщина — село в Україні, у Бабчинецькій сільській громаді Могилів-Подільського району Вінницької області. Населення становить 72 особи.

## Географія
Село розташоване на правому березі річки Вазлуй, лівої притоки Мурафи.

## Історія
7 (20) листопада 1917 року, відповідно до Третього Універсалу Української Центральної Ради, увійшло до складу Української Народної Республіки.
12 червня 2020 року, відповідно до Розпорядження Кабінету Міністрів України № 707-р «Про визначення адміністративних центрів та затвердження територій територіальних громад Вінницької області» увійшло до складу Бабчинецької сільської громади.
19 липня 2020 року, в результаті адміністративно-територіальної реформи та ліквідації Чернівецького району, село увійшло до складу новоутвореного Могилів-Подільського району.
22 червня 2023 року рішенням Національної комісії зі стандартів державної мови віднесено до списку населених пунктів, які «можуть не відповідати лексичним нормам української мови», зокрема стосуватися «російської імперської чи колоніальної політики». Громаді рекомендовано обґрунтувати доцільність збереження поточної назви або запропонувати нову назву в установленому законодавством порядку.